# Programa de Apoyo a la Defensa

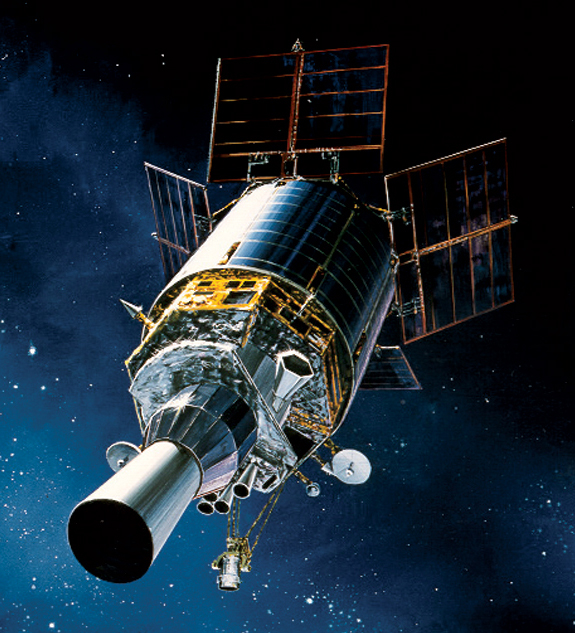
Ilustración de un satélite DSP en órbita.

El Defense Support Program (DSP; en español: Programa de Apoyo a la Defensa) es una programa de la Fuerza Espacial de los Estados Unidos que opera con satélites de alerta temprana, los cuales conforman el núcleo principal del Sistema de Satélites de Alerta Temprana (del inglés: Satellite Early Warning System (SEWS)) usado actualmente por los Estados Unidos. El desarrollo del DSP se ha suspendido en el satélite número 23 de los 25 previstos y será sustituido por el programa Space-Based Infrared System (SBIRS)

## Características generales
- Misión principal: Detección estratégica y táctica de lanzamientos de misiles.
- Equipo contratista: Northrop Grumman para el desarrollo del satélite y Northrop Grumman Electronic Systems para los sensores infrarrojos.
- Peso: 2,380 kg
- Altitud orbital: 35.900 km. Órbita geosíncrona
- Energía: Paneles solares que generan 1.485 vatios
- Altura: 10 m en órbita; 8,5 m en el lanzamiento
- Diámetro: 6,7 m en órbita; 4,2 m en el lanzamiento
- Fecha primer despliegue: 1970
- Último lanzamiento: Lanzamiento Nº23. 2007
- Coste unidad: $400 millones

## Operativa
Los satélites del DSP, que se encuentran a cargo del Mando Espacial de la Fuerza Aérea, detectan el lanzamiento de misiles o naves espaciales así como explosiones de armas nucleares usando sensores que detectan la emisión de infrarrojos emitidos por estas intensas fuentes de calor. Por ejemplo, durante la Guerra del Golfo, el DSP fue capaz de detectar los lanzamientos de los misiles Scud iraquíes y enviar con anticipación una alerta a civiles y militares de Israel y Arabia Saudí.
Los satélites se encuentran alrededor de la tierra en Órbita geosíncrona y están equipados con sensores infrarrojos que operan a través de una Cámara de Schmidt con Objetivo gran angular. El satélite gira de manera que el sensor escanea la superficie terrestre seis veces por minuto.
Habitualmente, los satélites pertenecientes al DSP son lanzados usando cohetes Titan IV aunque al menos en una ocasión se hizo un lanzamiento usando el Transbordador espacial Atlantis en su misión STS-44 del 24 de noviembre de 1991.
El último lanzamiento conocido de un satélite para el DSP (lanzamiento 23) ocurrió en 2007 y se hizo durante el primer vuelo operacional de un cohete Delta IV ya que los Titán IV habían sido retirados en 2005. Los 23 satélites fueron construidos por la compañía aeroespacial Northrop Grumman en Redondo Beach, California.
El Mando Espacial de la Fuerza Aérea, el Space and Missile Systems Center y Los Ángeles AFB (Base de las fuerzas Aéreas de Los Ángeles) son los responsables del desarrollo y adquisición de los satélites para el DSP.
La 460ªAla Espacial, cuyo cuartel general se encuentra en la base de la fuerza aérea de Buckley, son los encargados de operar los satélites del DSP y de informar sobre cualquier tipo de alerta a los centros de alerta temprana NORAD y USSTRATCOM situados en Colorado quienes se encargan a su vez  de enviar inmediatamente los datos a varias agencias y centros de operaciones repartidos por todo el mundo.

## Historia
Defense Support Program reemplazó al sistema de los años sesenta Missile Defense Alarm System (MiDAS). El primer lanzamiento con éxito de MiDAS fue el 24 de mayo de 1960 y hubo otros doce lanzamientos más antes de que el Defense Support Program lo reemplazara en 1966.  
EL primer lanzamiento de un satélite para el DPS tuvo lugar el 6 de noviembre de 1970 y a partir de entonces se convirtieron en la columna vertebral del sistema balístico de alerta temprana y durante más de 40 años han proporcionado un ininterrumpido servicio de alerta. El primer satélite del DPS pesaba 900 kg, tenía 400 vatios de potencia, 2.000 sensores y una vida útil de 1,25 años.
A lo largo de la vida del programa, el diseño de los satélites ha sufrido numerosas actualizaciones que han incrementado su fiabilidad y capacidad. El peso ha aumentado hasta los 2,380 kg y la potencia hasta los 1.275 vatios. Los sensores se han triplicado hasta alcanzar 6.000 y su vida operativa alcanza los cinco años.  

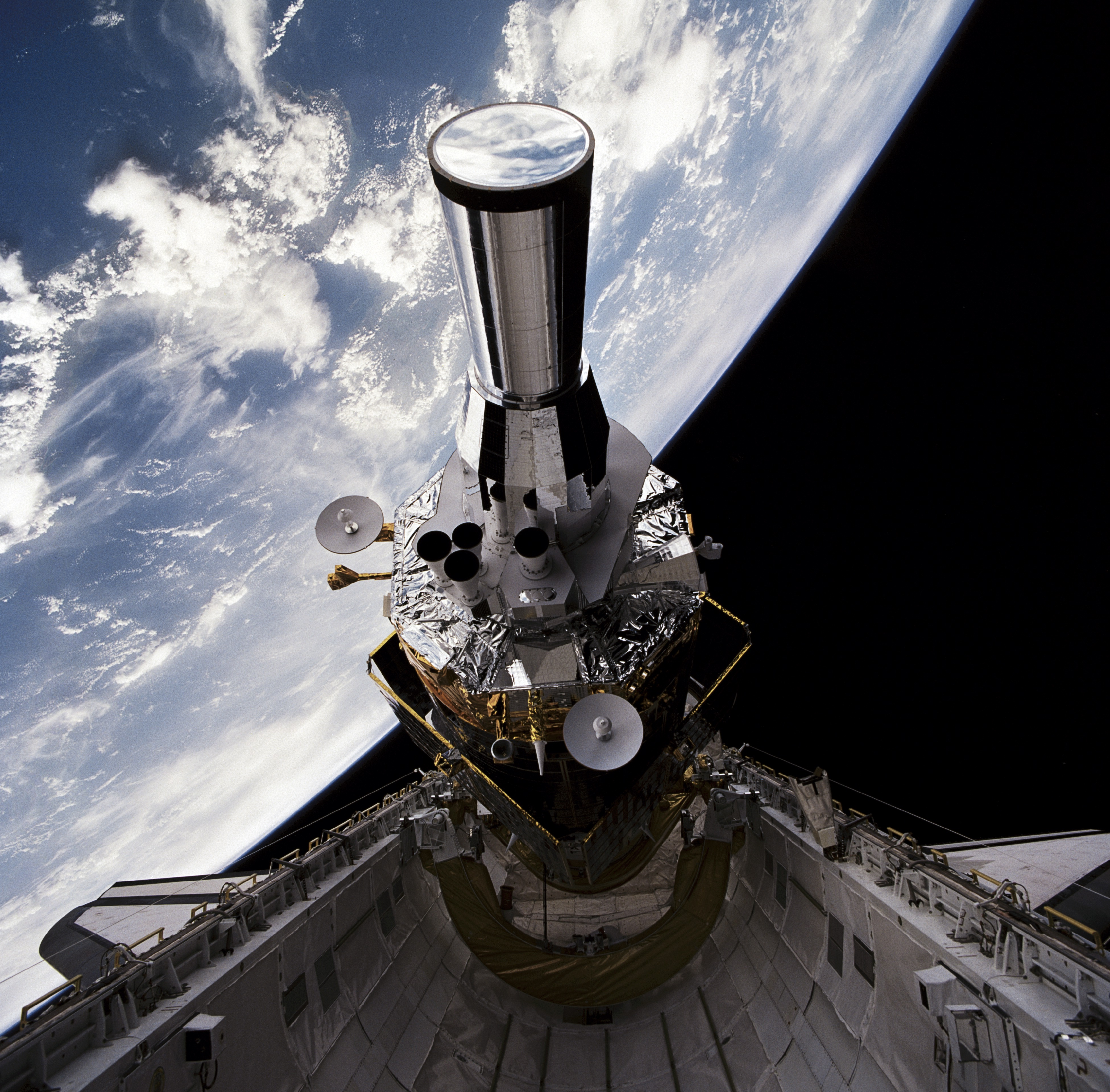
Despliegue de un satélite para el DPS desde el Transbordador espacial Atlantis

El último lanzamiento de un satélite para el DPS, Lanzamiento 23, se programó para el 1 de abril de 2007 a bordo de un cohete Delta IV, pero tras diversos contratiempos, entre ellos algunas roturas estructurales, finalmente se forzó su lanzamiento el 11 de noviembre de 2007. Este satélite fue puesto en órbita pero murió en el espacio en algún momento del año 2008 por causas desconocidas y en la actualidad flota a la deriva en una Órbita geosíncrona siendo una potencial amenaza para otras naves. El departamento de defensa envió una nave MiTEx para inspeccionar el DPS 23 en una fecha desconocida del 2008.
Otro satélite DPS se perdió en 1999 durante las primeras fases del lanzamiento a bordo de un cohete Titan IV.
Estaban previstos hasta 25 satélites para el programa DPS pero se han cancelado los dos últimos y el sistema será sustituido por el Space-Based Infrared System (SBIRS)
Recientemente se han realizado algunos esfuerzos para utilizar los sensores de infrarrojos de los satélites DPS como parte de un sistema de alerta temprana contra desastres naturales tales como erupciones volcánicas o incendios forestales.

## Limitaciones
La constelación de satélites del DPS pueden ofrecer un excelente punto de ventaja como sistema de alarma temprana contra amenazas que provengan de Estados centralizados y que intenten, por ejemplo, el lanzamiento de un misil balístico. Pero los analistas militares advierten de que esta capacidad de alerta es muy limitada en el caso de amenazas no estatales.

## Galería

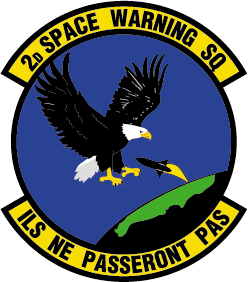
2º Escuadrón de Alerta Espacial.
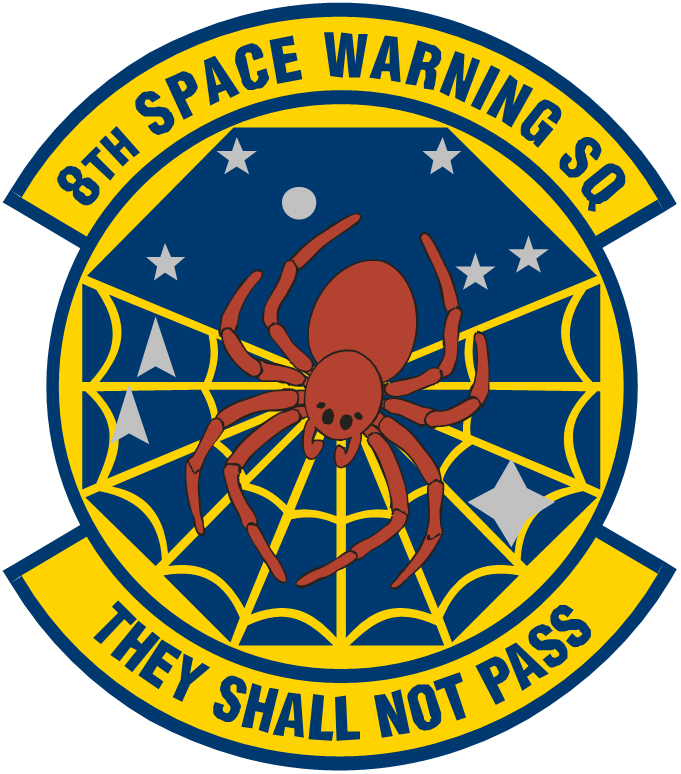
8º Escuadrón de Alerta Espacial.
11º Escuadrón de Alerta Espacial.